# 软刺裂腹鱼
软刺裂腹鱼（学名：Schizothorax malacanthus）为輻鰭魚綱鯉形目鲤科裂腹鱼属的鱼类，俗名冷水花。在中国，分布于大盈江、属伊洛瓦底江水系等。该物种的模式产地在盈江县昔马、苏典。體長可達16.4公分。

## 扩展阅读
維基物種上的相關：软刺裂腹鱼